# Иванов, Юрий Константинович
Юрий Константинович Иванов (род. 26 января 1948, Москва) — советский футболист, защитник; журналист.

## Биография
Юрий Иванов родился 26 января 1948 года в Москве.
Занимался футболом в экспериментальной молодёжной команде московского «Буревестника».
Играл на позиции защитника. В 1966 году входил в состав московского «Спартака», но провёл только 3 матча за дубль и большую часть сезона отыграл в «Буревестнике» в чемпионате Москвы.  В 1967—1968 годах также провёл за «Буревестник».
В 1969 году перешёл в московский «Локомотив», в составе которого провёл 12 матчей в первой группе класса «А». После вылета остался в команде. В 1970 году сыграл 16 матчей, в 1971-м ни разу не выходил на поле и перебрался в ярославский «Шинник», выступавший в первой лиге, и сыграл в 27 поединках. В 1972 году провёл 2 матча.
В 1973 году перебрался во владимирское «Торпедо», игравшее во второй лиге. За три сезона сыграл в 74 матчах.
Сезон-76 начал в составе «Торпедо», но на поле не выходил. По ходу розыгрыша перешёл в павлодарский «Трактор», где сыграл 19 матчей во второй лиге.
После завершения игровой карьеры стал спортивным журналистом. Работал в газете «Вечерняя Москва», с 2000 года — в газете «Спорт-Экспресс».